# Paul von Ploetz (General)
Ludwig Gustav Paul von Ploetz (* 21. August 1847 in Breslau; † 26. Dezember 1930 in Wiesbaden) war ein preußischer General der Infanterie und Politiker.

## Leben

### Herkunft
Paul entstammte einem alten pommerschen Adelsgeschlecht, das mit Roloff de Plocech im Jahr 1290 nach dem Verkauf von Lüdershagen an die Stadt Stralsund aus dem Fürstentum Rügen nach Hinterpommern kam. Er war der Sohn des preußischen Oberst Theodor von Ploetz († 1887), zuletzt Brigadier der 8. Gendarmerie-Brigade, und dessen Ehefrau Amalie, geborene von Gellhorn († 1857).

### Militärkarriere
Ploetz wurde am 18. April 1865 aus dem Kadettenkorps kommend als charakterisierter Fähnrich dem Ostpreußischen Füsilier-Regiment Nr. 33 in Köln überweisen. Am 11. Januar 1866 erhielt er das Patent zu seinem Dienstgrad und nahm im gleichen Jahr während des Krieges gegen Österreich an den Schlachten bei Münchengrätz und Königgrätz teil. Am 20. Juli 1866 folgte seine Beförderung zum Sekondeleutnant und als solcher war Ploetz ab 1. November 1868 Adjutant des I. Bataillons. In dieser Stellung nahm er 1870/71 auch am Krieg gegen Frankreich teil und kam dabei in den Kämpfen um Gravelotte, Amiens, an der Hallue, bei Bapaume und Saint-Quentin zum Einsatz. Außerdem nahm er an der Belagerung von Metz teil und wurde mit beiden Klassen des Eisernen Kreuzes ausgezeichnet.
Nach der Kaiserproklamation im Spiegelsaal von Versailles wurde Ploetz am 1. Februar 1871 zum Regimentsadjutant ernannt und am 10. Februar 1872 zum Premierleutnant befördert. Als solcher war er ab 13. Juni 1876 zur 7. Infanterie-Brigade kommandiert und fungierte hier als Adjutant. Unter Belassung in diesem Kommando wurde Ploetz am 17. Oktober 1876 in das 1. Magdeburgische Infanterie-Regiment Nr. 26 versetzt. Nach seiner Beförderung zum Hauptmann diente er von März 1879 bis Mitte Juli 1885 als Kompaniechef im Grenadier-Regiment „König Friedrich Wilhelm IV.“ (1. Pommersches) Nr. 2 und wurde anschließend als Adjutant zum Generalkommando des IX. Armee-Korps kommandiert.
Im weiteren Verlauf seiner Militärkarriere wurde Ploetz am 5. April 1895 als Abteilungschef in das Kriegsministerium versetzt und hier am 13. Mai 1895 zum Oberst befördert. Vom 17. Dezember 1896 bis zum 11. August 1898 fungierte er als Kommandeur des Königin Elisabeth Garde-Grenadier-Regiments Nr. 3 und wurde anschließend zur Vertretung des beurlaubten Kommandeurs der 49. Infanterie-Brigade (1. Großherzoglich Hessische) nach Darmstadt kommandiert. Man beauftragte ihn dann am 18. August 1898 zunächst mit der Führung dieses Großverbandes und ernannte Ploetz mit der Beförderung zum Generalmajor am 25. November 1898 zum Kommandeur dieser Brigade.
Im Jahr 1901 beförderte man Ploetz zum Generalleutnant und ernannte ihn am 9. September 1901 zum Kommandeur der 15. Division in Köln. Am 16. Oktober 1906 folgte die Beförderung zum General der Infanterie und als solcher war Ploetz Kommandierender General des VIII. Armee-Korps. Am 27. Januar 1912 stellte ihn Wilhelm II. à la suite des Königin Elisabeth Garde-Grenadier-Regiments Nr. 3. Außerdem schlug ihn der König zum Ritter des Schwarzer Adlerordens, bevor Ploetz am 25. Juni 1913 in Genehmigung seines Abschiedsgesuches mit der gesetzlichen Pension zur Disposition gestellt wurde. In nachmaliger Anerkennung seiner langjährigen Verdienste erhielt Ploetz am 6. Juli 1913 das Kreuz und den Stern der Komture des Königlichen Hausordens von Hohenzollern sowie am 13. März 1918 den Verdienstorden der Preußischen Krone.
In seinem Ruhestand betätigte sich Ploetz von 1914 bis 1918 politisch als Mitglied des Preußischen Herrenhauses. Er war Fideikommissherr auf 1/2 Gut Stregow in Hinterpommern.

### Familie
Ploetz heiratete am 5. April 1877 in Danzig Anna Bang (1854–1921). Aus der Ehe ging die Tochter Marie Paula (* 1881) hervor, die am 3. Juli 1902 den späteren preußischen Generalmajor Walter von Haxthausen (1864–1935) heiratete.